# Säbeltroddel
Eine Säbeltroddel war in der Armee des Deutschen Reichs nur noch zur Zierde benutzte Nachfolge des Faustriemens.
Die Säbeltroddel war bei den Gemeinen der Fußtruppen das Kennzeichen der einzelnen Kompanien eines Bataillons. Hierzu war der Kranz oberhalb der weißen Quaste und der Knopf, Schieber genannt, unterhalb des weißen Bandes in den Farben  weiß - rot - gelb  und blau gehalten. (Diese Farben standen stets für die Nummernfolge 1 - 2 - 3 - 4 dazu Grün für die 5. Die Eselsbrücke dafür lautete: Wir Rauchen Gern Billig und Gut.) Zwischen Kranz und Schieber war ein Stengel, Eichel genannt. Dieser war nach dem gleichen Prinzip weiß - rot - gelb für das I., II. und III. Bataillon des Regiments gehalten.
Bei den Mannschaften, die ein Seitengewehr trugen, wurde diese Seitengewehrtroddel geführt. Die Säbeltroddel der Unteroffiziere sind mit Fäden in den Nationalfarben durchwirkt, aber nur bei den Dienstgraden Unteroffizier und Sergeant. (Der Sergeant wurde nach 1918 abgeschafft.) Alle anderen Unteroffiziere - Vizefeldwebel und Feldwebel im Kaiserreich, sowie alle anderen Feldwebeldienstgrade und Gleichgestellte danach trugen bis 1945 keine Säbeltroddel, sondern ein Portepee wie die Offiziere. Daher heißen auch bei der heutigen Deutschen Bundeswehr die Unteroffiziere ab Feldwebel aufwärts "Portepee-Unteroffiziere".
Die Kapitulanten der Fußtruppen tragen die Säbeltroddel der Unteroffiziere mit dem Schieber von der Farbe der Kompanie.
Jäger (außer in Bayern) trugen grüne Säbeltroddeln, die Unteroffiziere (Oberjäger) dieser Truppe mit Silber durchwirkte Säbeltroddel.
Bei den bayerischen Jägern bezeichnet die Farbe des Stängels (Weiß, Rot, Gelb, Blau) die Nummer des Bataillons, die Farbe des Knopfes und Schiebers der Quaste (Weiß, Rot, Gelb, Blau) die Nummer der Kompanie innerhalb des Bataillons wie bei der Infanterie.
Die berittenen Truppen tragen an Stelle der Säbeltroddel den Faustriemen, wobei die weiße Quaste an einem naturbraunen (bei Husaren schwarzen) Lederriemen hing. Auch hier durch einen Schieber oberhalb des Kranzes farblich nach o. gen. Prinzip unterschieden für 1. bis 5. Eskadron.
Offiziere und Portepee-Unteroffiziere trugen bei allen Truppengattungen das Portepee.